# Circuit du Cantal
Le Circuit du Cantal est une course cycliste française disputée dans le département du Cantal. Elle est organisée entre 1922 et 1999.
Jusqu'en 1955, la course est ouverte aux coureurs professionnels. Elle s'est ensuite réservée aux amateurs.

## Palmarès
| Année                                 | Vainqueur            | Deuxième               | Troisième                          |
| ------------------------------------- | -------------------- | ---------------------- | ---------------------------------- |
| Épreuve courue par les professionnels |                      |                        |                                    |
| 1922                                  | Robert Gerbaud       | Marcel Godard          | Samuel Tequi                       |
| 1923                                  | Maurice Ville        | Marcel Gayet           | Pierre Bachellerie                 |
| 1924                                  | Jean Hillarion       | Samuel Tequi           | Georges Detreille                  |
| 1925                                  | Henri Reymond        | Joseph Curtel          | Marcel Maurel                      |
| 1926                                  | Raoul Petouille      | François Robert        | Francis Bouillet                   |
| 1927                                  | Marcel Maurel        | Joseph Normand         | François Robert                    |
| 1928                                  | Pierre Saury         | Antoine Redon          | François Robert                    |
| 1929                                  | Léon Fichot          | Benoît Faure           | Lazare Venot                       |
| 1930                                  | Jean Goulême         | Léon Fichot            | Antoine Redon                      |
| 1931                                  | Marcel Mazeyrat      | Pierre Magne           | Pierre Saury                       |
| 1932                                  | Marcel Mazeyrat      | François Mizoule       | Marcel Maurel                      |
| 1933                                  | Pierre Magne         | Marcel Mazeyrat        | Barthélémy Gérin                   |
| 1934                                  | Marcel Mazeyrat      | Pierre Jaminet         | Isidro Figueras                    |
| 1935                                  | Jean Montpied        | Louis Thiétard         | Joseph Vuillemin                   |
| 1936                                  | Joseph Soffietti     | André Decorps          | Dante Gianello                     |
| 1937                                  | Robert Chouet        | Marius Bœuf            | Léon Fichot                        |
| 1938                                  | Fabien Galateau      | Georges Munier         | Marius Bœuf                        |
| 1939                                  | Nello Troggi         | Auguste Mallet         | Joseph Aureille                    |
| 1940-1947                             | non disputé          | non disputé            | non disputé                        |
| 1948                                  | Virgilio Salimbeni   | Édouard Pamboukdjian   | Pierre Fautrier                    |
| 1949                                  | Antoine Gomez        | Julien Conan           | Georges Ramoulux                   |
| 1950                                  | non disputé          | non disputé            | non disputé                        |
| 1951                                  | Jacques Vivier       | Michel Brun            | Philippe Agut                      |
| 1952-1954                             | non disputé          | non disputé            | non disputé                        |
| 1955                                  | Ferdinand Devèze     | Maurice Lampre         | Philippe Agut                      |
| 1956-1958                             | non disputé          | non disputé            | non disputé                        |
| Épreuve courue par les amateurs       |                      |                        |                                    |
| 1959                                  | Adrien Peythieu      | Robert Delmas          | Irénée Giusti                      |
| 1960                                  | Jean Zolnowski       | Jacques Gervais        | Mario Prodoscimi                   |
| 1961                                  | Maurice Lampre       | Antoine Belloc         | Roger Buchonnet                    |
| 1962                                  | Robert Coulomb       | Raymond Parailloux     | Antoine Belloc                     |
| 1963                                  | Michel Descombin     | René Jousset           | Yves Rouquette                     |
| 1964                                  | André Geneste        | Jean Prat              | Jean Zolnowski                     |
| 1965                                  | Jean Prat            | Roger Barthélémy       | René Serre                         |
| 1966                                  | Guy Seyve            | Jean-Louis Jagueneau   | André Chabrain                     |
| 1967                                  | Raymond Gay          | Guy Seyve              | Daniel Barjolin                    |
| 1968                                  | Roger Barthélémy     | Jean-Louis Jagueneau   | Charles Vallet                     |
| 1969                                  | Alain Escudier       | Yves Rault             | Fernand Farges                     |
| 1970                                  | Fernand Farges       | Charles Vallet         | Daniel Samy                        |
| 1971                                  | Claude Aiguesparses  | Henri Chavy            | Fernand Farges                     |
| 1972                                  | Henri Chavy          | Jacky Chantelouve      | Claude Aiguesparses                |
| 1973                                  | Bernard Bourreau     | Jean Chassang          | Henri Berthillot                   |
| 1974                                  | Joël Bernard         | Yves Bottazzi          | Yvon Verne                         |
| 1975                                  | Francis Duteil       | Dominique Friou        | Jacques Marquette                  |
| 1976                                  | Jean-Claude Courteix | Jean-Pierre Paranteau  | Fernand Farges Claude Aiguesparses |
| 1977                                  | Fernand Farges       | Francis Duteil         | Joël Millard                       |
| 1978                                  | Joël Bernard         | Éric Dall'Armellina    | Bernard Pradel Gérard Dessertenne  |
| 1979                                  | Fernand Farges       | Bernard Pradel         | Michel Dupuytren                   |
| 1980                                  | Philippe Martinez    | Jean-Philippe Fouchier | Bernard Pradel                     |
| 1981                                  | Éric Salomon         | Dominique Celle        | Gilles Mas                         |
| 1982                                  | Éric Caritoux        | Dominique Delort       | Pascal Rouquette                   |
| 1983                                  | Sylvain Bolay        | Patrick Senisse        | Éric Leblanc                       |
| 1984                                  | Corrado Donadio      | Michel Guiraudie       | Daniel Delolme                     |
| 1985                                  | Mariano Martinez     | Daniel Amardeilh       | Philippe Le Peurien                |
| 1986                                  | Claude Aiguesparses  | Philippe Le Peurien    | Claude Séguy                       |
| 1987                                  | Éric Fouix           | Christian Seznec       | Pascal Peyramaure                  |
| 1988-1989                             | annulé               | annulé                 | annulé                             |
| 1990                                  | Sylvain Bolay        | Tanguy Boulch          | Alain Cessat                       |
| 1991                                  | Olivier Ouvrard      | Denis Jusseau          | Jacek Bodyk                        |
| 1992                                  | Sylvain Bolay        | Jean-Christophe Currit | Pierre Bonal                       |
| 1993                                  | Erwan Jan            | Jacek Bodyk            | Jean-Philippe Rouxel               |
| 1994                                  | Olivier Ouvrard      | Jacek Bodyk            | Marc Thévenin                      |
| 1995                                  | Jacek Bodyk          | Arnaud Bassy           | Vincent Cali                       |
| 1996                                  | David Fouchet        | Marc Thévenin          | Jacek Bodyk                        |
| 1997                                  | Alain Saillour       | Hristo Zaykov          | Jean-Paul Garde                    |
| 1998                                  | Alain Saillour       | Cédric Célarier        | Hristo Zaykov                      |
| 1999                                  | Alain Saillour       | Marc Thévenin          | Régis Balandraud                   |